# Pixxie
Pixxie (en tailandés: พิกซี่), estilizado como PiXXie, es un grupo femenino tailandés formado por LIT Entertainment, una filial tailandesa de DSP Media. El grupo está conformado por tres miembros: Mabelz, Pimma e Ingkho. Debutaron oficialmente el 11 de febrero de 2021 con el sencillo digital «Ded».

## Historia
El 11 de febrero de 2021, el sello discográfico tailandés LIT Entertainment lanzó el primer sencillo digital de su grupo femenino PiXXie, titulado «Ded» (เด็ด), grupo compuesto por Suchada Sonphan, Pimmada Chaisaksoen e Inpalee Chotiruntananon. El nombre del grupo proviene de los gnomos Pixie Fairy, pequeños fantasmas que hacen travesuras en los jardines de flores, y cuyos nombres coinciden con los caracteres en tailandés de los nombres de sus tres integrantes. Además, está escrito con 2 letras "X" una al lado de la otra, por el símbolo del cromosoma sexual femenino identificado con XX.
En octubre de 2021 fue lanzado su segundo sencillo digital titulado «Mutelu» (มูเตลู), además de su versión acústica. En diciembre del mismo año participaron en el álbum especial de LIT Entertainment con la versión de la canción «My Present» de Pat Vorapat.
En febrero de 2022 participaron con el tema «Heal Jai» en un nuevo álbum colaborativo especial de LIT Entertainment, mientras que en abril de 2022 lanzaron su tercer sencillo digital titulado «Too Cute» (เกินต้าน). En septiembre del mismo año, PiXXie lanzó su primer álbum de estudio titulado Bloom, el cual contenía diez pistas, incluyendo su sencillo principal titulado «Not Bad», además de todos sus sencillos digitales publicados anteriormente. A fines de ese mismo año lanzaron el sencillo «Hot Dangerous» en colaboración con la compañía Infinix Mobile para su smartphone Hot 20.
El 1 de marzo de 2023 tuvieron una segunda colaboración, esta vez con la marca Bioré para su producto Biore Acne Cleansing Buddy , con la canción «Chin up». Un mes después participaron en un nuevo álbum colaborativo de LIT Entertainment con el sencillo «Samchamhatnuk» y lanzaron su cuarto sencillo digital titulado «FYI» (ชอบอยู่ รู้ยัง).

## Miembros
| Integrantes      | Integrantes                                  | Integrantes                       | Integrantes            | Integrantes           |
| Nombre artístico | Nombre de nacimiento                         | Fecha de nacimiento               | Lugar de nacimiento    | Posición              |
| ---------------- | -------------------------------------------- | --------------------------------- | ---------------------- | --------------------- |
| Mabelz           | สุชาดา สอนพันธ์ (Suchada Sonphan)               | 6 de diciembre de 2000 (24 años)  | Chanthaburi, Tailandia | Vocalista y bailarina |
| Pimma            | พิมพ์มาดา ใจสักเสริญ (Pimmada Chaisaksoen)       | 15 de marzo de 2001 (24 años)     | Tailandia              | Rapera y bailarina    |
| Ingkho           | อินท์ปาลี โชติหิรัญธนนนท์ (Inpalee Chotiruntananon) | 23 de noviembre de 2002 (22 años) | Bangkok, Tailandia     | Vocalista y bailarina |

## Discografía

### Álbumes de estudio
- 2021: R U Next?
- 2022: Bloom

### Sencillos
| Año                                                                                          | Título          | Pos. en listas | Álbum     |
| Año                                                                                          | Título          | TAI            | Álbum     |
| -------------------------------------------------------------------------------------------- | --------------- | -------------- | --------- |
| 2021                                                                                         | «Ded»           | -              | R U Next? |
| 2021                                                                                         | «Mutelu»        | -              | R U Next? |
| 2022                                                                                         | «Too Cute»      | -              | R U Next? |
| 2022                                                                                         | «Not Bad»       | -              | Bloom     |
| 2022                                                                                         | «Hot Dangerous» | -              | s/a       |
| 2023                                                                                         | «Chin up»       | -              | s/a       |
| 2023                                                                                         | «FYI»           | -              | s/a       |
| 2023                                                                                         | «Dejayou»       | -              | s/a       |
| "—" indica que el lanzamiento no se posicionó en la lista o no se publicó en ese territorio. |                 |                |           |

## Premios y nominaciones
| Año  | Premio            | Categoría             | Receptor | Resultado | Ref.   |
| ---- | ----------------- | --------------------- | -------- | --------- | ------ |
| 2021 | TOTY Music Awards | Artista nuevo del año | PiXXie   | Nominado  | [ 11 ] |
| 2022 | KAZZ Awards       | Rising Star           | PiXXie   | Ganador   | [ 12 ] |